# Tarachidia parvula
Tarachidia parvula är en fjärilsart som beskrevs av Walker 1865. Tarachidia parvula ingår i släktet Tarachidia och familjen nattflyn. Inga underarter finns listade i Catalogue of Life.